# Diario Monitor
Diario Monitor fue un periódico que se publicó en la Ciudad de México, propiedad de El Heraldo de México S.A. de C.V., empresa de Grupo Monitor. Fue un diario de gran formato. Su presidente y director general fue José Gutiérrez Vivó.
Originalmente se publicó todos los días, durante los últimos 10 meses de existencia, se publicó sólo de lunes a viernes, con un tiraje de 15,000 ejemplares diarios.

## Historia
Diario Monitor fue lanzado el 8 de marzo de 2004 después de que Grupo Monitor comprará a El Heraldo de México S.A. de C.V. propietaría de los periódicos El Heraldo de México y El Heraldo de Puebla en octubre de 2003.
Desde 1965 el diario fue conocido como El Heraldo de México y perteneció a la familia Alarcón, esta vendió el diario al empresario Juan Antonio Pérez Simón, quién se lo ofreció a José Gutiérrez Vivó, tomando la presidencia del consejo de administración en octubre de 2003.
La compra incluyó el diario El Heraldo de Puebla, que no cambió de cabezal, y fue vendido al empresario poblano Ricardo Henaine en marzo del 2007.
Después de la compra, el periódico fue rediseñado y relanzado, con 4 secciones y 48 páginas, siendo dirigido por Yessica Miranda en la Dirección Corporativa y Salvador Camarena en la Dirección Editorial.
Después del arranque, el diario sería dirigido por Miguel Castillo Chávez, desde agosto de 2004 hasta noviembre de 2006, fecha en la cual Esteban Espinosa tomaría la dirección del diario.
El diario fue editado e impreso desde 1965 hasta el último ejemplar en Dr. Carmona y Valle 150, en la Colonia Doctores de la Ciudad de México.
Tras una difícil situación económica, derivada por diversos factores, principalmente la negativa de Grupo Radio Centro a efectuar el pago que debe realizar a Infored, desde el 2004, el periódico llegó a publicarse con solo 24 páginas y 3 secciones.
Contó, en sus últimos meses, con una planilla de alrededor de 20 reporteros y 10 fotógrafos, además de todo el personal administrativo y de talleres.
Diario Monitor publicó semanalmente las columnas de Manú Dornbierer, Rafael Loret de Mola entre otros analistas económicos y políticos.
Así mismo no tuvo una línea política clara, siendo casi siempre objetivo en sus notas, aunque fue usado para presionar a Grupo Radio Centro para que esta pague el laudo que le fue adverso.
En abril de 2007 el periodista Luis Guillermo Hernández, para entonces excolaborador del diario, obtuvo el Premio Nacional de Periodismo de México en la categoría de Entrevista, por una serie denominada "Los niños de la furia". Además de invitar personalmente a Gutiérrez Vivó a recibir el reconocimiento público por ese trabajo, en su mensaje de agradecimiento el periodista Hernández dedicó el premio a "Grupo Monitor, con el deseo sincero de que gane todas sus batallas".
En abril de 2008 Diario Monitor por cuestiones comerciales deja de circular los días sábado y domingo, así mismo pone en oferta el inmueble desde donde se edita el diario, junto con el de su empresa hermana Radio Monitor. Meses después la sección de Análisis es eliminada, junto con su planilla de columnistas.
En enero de 2009, el Instituto Mexicano del Seguro Social y la Secretaría de Hacienda y Crédito Público, notifican a Diario Monitor el embargo del diario, el 26 de enero de 2009, los ejecutores del Servicio de Administración Tributaria harían una evaluación de más de 9 horas en las instalaciones del Diario, y al día siguiente la ejecución se haría válida, sin embargo el diario continuo publicándose regularmente.
Hasta que el 15 de febrero de 2009, mediante un comunicado de los trabajadores de la empresa, se informó de la decisión de José Gutiérrez Vivó de terminar la publicación del diario, entregando las instalaciones, que fueron vendidas a la Procuraduría General de la República a finales de 2008, además de crear un fideicomiso que finiquitará a los empleados que fueron despedidos cosa que no se ha realizado a más de 6 años de ser cerrado el diario, además de que esa cantidad fuera adjudicada por la SHCP y obviamente fideicomiso que no se logró realizar.
Su último ejemplar puesto en circulación, fue el número 1706, correspondiente al viernes 13 de febrero de 2009, cerrándose el ciclo de este medio impreso después de casi 5 años de ser lanzado. Monitor fue una de las mayores empresas periodísticas del país, caracterizada por el profesionalismo de la información y servicio que brindó a sus radioescuchas y lectores. Cientos de miles de personas en México reconocen la labor informativa que durante casi 35 años impulsó este medio de información, que fue reconocido como uno de los más importantes a nivel nacional e internacional.

## Secciones
- El País
- Seguridad
- Metrópolitana
- Ganar y Gastar
- El Planeta
- Revista (Entretenimiento)
- Extremo

## Directores
- (1965-1986) Gabriel Alarcón Chargoy
- (1986-2003) Gabriel Alarcón Velázquez
- (2003-2009) José Gutiérrez Vivó

## Directorio
- José Gutiérrez Vivó - Presidente
- Esteban Espinosa - Editor en Jefe
- Omar de Alba - Editor de Ganar y Gastar
- Rogelio Segoviano - Editor de Revista
- Víctor Miguel Villanueva - Editor de Extremo